# Escudo de Amazonas (Colombia)
El Escudo del Amazonas es el principal emblema y uno de los símbolos oficiales del departamento colombiano del Amazonas. Fue aprobado por medio de la Ordenanza 020 de 2 de marzo de 1995.
El escudo es creación de Rodrigo Gómez Claros, diseñador gráfico colombiano y ganador del Premio Nacional de Diseño Gráfico en 1994 por esta obra.

## Blasonado
Escudo de forma circular con filiera plateada, que tiene dos aperturas arriba y abajo, y a su vez rodeado por una corona de plumas en gules y oro. Dentro un campo verde con un río ondulante de azul.

## Diseño y significado de los elementos
La forma del escudo es un círculo rodeado por una corona de plumas. Fue diseñado de manera sencilla y moderna para su fácil identificación y uso.
El principal elemento en el círculo es su forma, que se asemeja al de la Victoria regia, que es muy difícil de identificar a primer vistazo; arriba y abajo tiene dos aperturas, y su color verde simboliza también la selva amazónica.
En la parte media de esta figura se encuentran las corrientes del río Amazonas, que da su nombre al departamento y que es la parte más importante de la región. Representa la vida en todas sus formas y ambos representan la flora y la fauna de la región.
La corona exterior es de colores cálidos está basada en las coronas de plumas usadas por los indígenas de la región en sus ceremonias y rituales, la cual es además símbolo del conocimiento y la jerarquía. La corona de plumas rodea todo el escudo, ya que también representa el sol como la fuente de la vida y la energía, otro elemento importante de la cultura nativa.